# Richard Hardman
Richard Frederick Paynter Hardman, (né en 1936) est un géologue britannique et le doyen des géologues pétroliers appliqués. Il est président de la Geological Society of London, de 1996 à 1998 et président de la Petroleum Society of Great Britain.

## Biographie
Au cours d'une carrière de plus de 40 ans, il travaille dans l'exploration pétrolière et gazière en tant que géologue en Libye, au Koweït, en Colombie, en Norvège et en mer du Nord avec des sociétés comme BP, Amoco et Amerada Hess. Travaillant en tant que consultant en forage et exploration de pétrole et de gaz, il est directeur exécutif, Exploration chez Regal Petroleum (2005–2006), Atlantic Petroleum UK, et est directeur de FX Energy, Inc., basé à Salt Lake City, États-Unis, depuis 2003.
Il est fait Commandeur de l'Ordre de l'Empire britannique (CBE) dans la liste des honneurs du Nouvel An de 1998 pour ses services à l'industrie pétrolière et la Médaille William-Smith de la Société géologique de Londres en 2003,.